# Mangialupi
Mangialupi è un rione della III Circoscrizione del comune di Messina, posto a monte del rione Gazzi compreso tra il vecchio tracciato dismesso della Ferrovia Messina-Palermo, il carcere mandamentale, il torrente Gazzi e la contrada Fucile.

## Toponimo
Il nome forse deriva dal forte denominato “Mangialupi”. La costruzione militare è stata in buona parte demolita nella seconda metà del XX secolo per fare posto all'eliporto del Policlinico Universitario. Secondo alcuni studiosi, il nome deriverebbe, invece, dall'abitudine degli antichi abitanti di mangiare solo lupini, senza altri frutti di mare. Una abitudine non apprezzata dagli abitanti delle frazioni confinanti.

## Storia
Fino al terremoto del 1908 era una zona agricola coltivata ad ortaggi, agrumi e gelsomini.
Poi, con la ricostruzione della città, vennero edificate le casette del “Fondo Garufi” (dal nome del donatore del fondo, industriale delle essenze profumate). Dopo la Seconda guerra mondiale, con la fine dell'attività agricola, la zona è divenuta luogo di degrado edilizio, ancor oggi in attesa di risanemento urbano. Inoltre negli ultimi anni il quartiere è stato teatro di attività criminali di tipo mafioso.

## Viabilità
Le vie interne e la piazza del rione sono intitolate a scrittori siciliani.

## Edifici pubblici
- Scuola elementare “Carlo Meo” (dismessa), adesso divenuta comunità per tossicodipendenti chiamata "L.E.L.A.T."
- Istituto Tecnico Commerciale "Salvatore Quasimodo"